# 刘道崎
刘道崎（1958年10月—），福建宁化人。男，汉族。中华人民共和国政治人物。1978年9月参加工作，1978年9月加入中国共产党。中央党校研究生院在职研究生班科学社会主义专业毕业。

## 生平
曾任宁化县副县长，沙县县委副书记、县长、县委书记，三明市委常委、永安市委书记，三明市委常委、常务副市长，三明市委副书记、市长，福建省水利厅党组书记、厅长。2013年4月，任福建省人民政府秘书长。2016年9月，不再担任福建省人民政府秘书长。2016年12月，任福建省人大常委会党组成员、秘书长，直到2022年1月卸任。
2008年，当选第十一届全国人民代表大会福建地区代表。